# État libre de Schaumbourg-Lippe
1918–1945
Entités précédentes :
- Principauté de Schaumbourg-Lippe

Entités suivantes :
- Basse-Saxe

L'État libre de Schaumbourg-Lippe (Freistaat Schaumburg-Lippe) est l'un des Länder constitutifs de la République de Weimar, succédant à la Principauté de Schaumbourg-Lippe lors de la chute de l'Empire allemand par la révolution allemande de 1918-1919. Il a pour capitale Bückeburg.
À la fin de la Seconde Guerre mondiale, l'État libre de Schaumbourg-Lippe fusionne avec plusieurs autres territoires pour devenir l'État de Basse-Saxe.

## Politique

### Ministère d'État
- Friedrich Freiherr von Feilitzsch (15 novembre – 3 décembre 1918)

### Secrétaire du conseil d'État
- Heinrich Lorenz (SPD, 4 décembre 1918 – 14 mars 1919)

### Conseillers d'État
- Otto Bönners (14 mars 1919 – 22 mai 1922)
- Konrad Wippermann (22 mai 1922 – 28 mai 1925)
- Erich Steinbrecher (SPD, 28 mai 1925 – 7 octobre 1927)
- Heinrich Lorenz (SPD, 7 octobre 1927 – 7 mars 1933)
- Hans Joachim Riecke (NSDAP, 1er avril – 23 mai 1933)

### Présidents d'État
- Alfred Meyer (NSDAP, Reichsstatthalter; 16 mai 1933 – 4 avril 1945)
- Karl Dreier (NSDAP, 25 mai 1933 – mars 1945)

### Ministre
- Heinrich Hermann Drake (SPD, 1945 – 30 avril 1946)